# Al-Hàytham ibn Adí
Abu-Abd-ar-Rahman al-Hàytham ibn Adí at-Taí al-Kufí (àrab: أبو عبد الرحمن الهيثم بن عدي الطائي الكوفي, Abū ʿAbd ar-Raḥmān al-Hayṯam b. ʿAdī aṭ-Ṭāʾī al-Kūfī), més conegut simplement com al-Hàytham ibn Adí (Kufa, vers 738 - ?, 821/824) fou un historiador i lingüista àrab. Treballà a la cort abbàssida, entre els regnats d'al-Mansur i de Harun ar-Raixid, i aquest darrer el va empresonar, però fou alliberat pel seu fill i successor al-Amín. Les seves obres tenien fama de ser en part inventades.